# Iglesia de San Francesco da Paola (Turín)
La iglesia de San Francesco di Paola es un lugar de culto católico situado en la zona central de Turín, en la esquina de Via Po y Via S. Francesco da Paola. Es la sede de la parroquia del mismo nombre. 

## Descripción
El proyecto de la iglesia y del convento se atribuye al padre Andrea Costaguta, apoyado por Cristina di Francia, como lo demuestra el escudo ducal insertado en la fachada terminada en 1667, realizado por maestros de Lugano, entre ellos Martino Solaro y Giacomo Papa.

### Interno

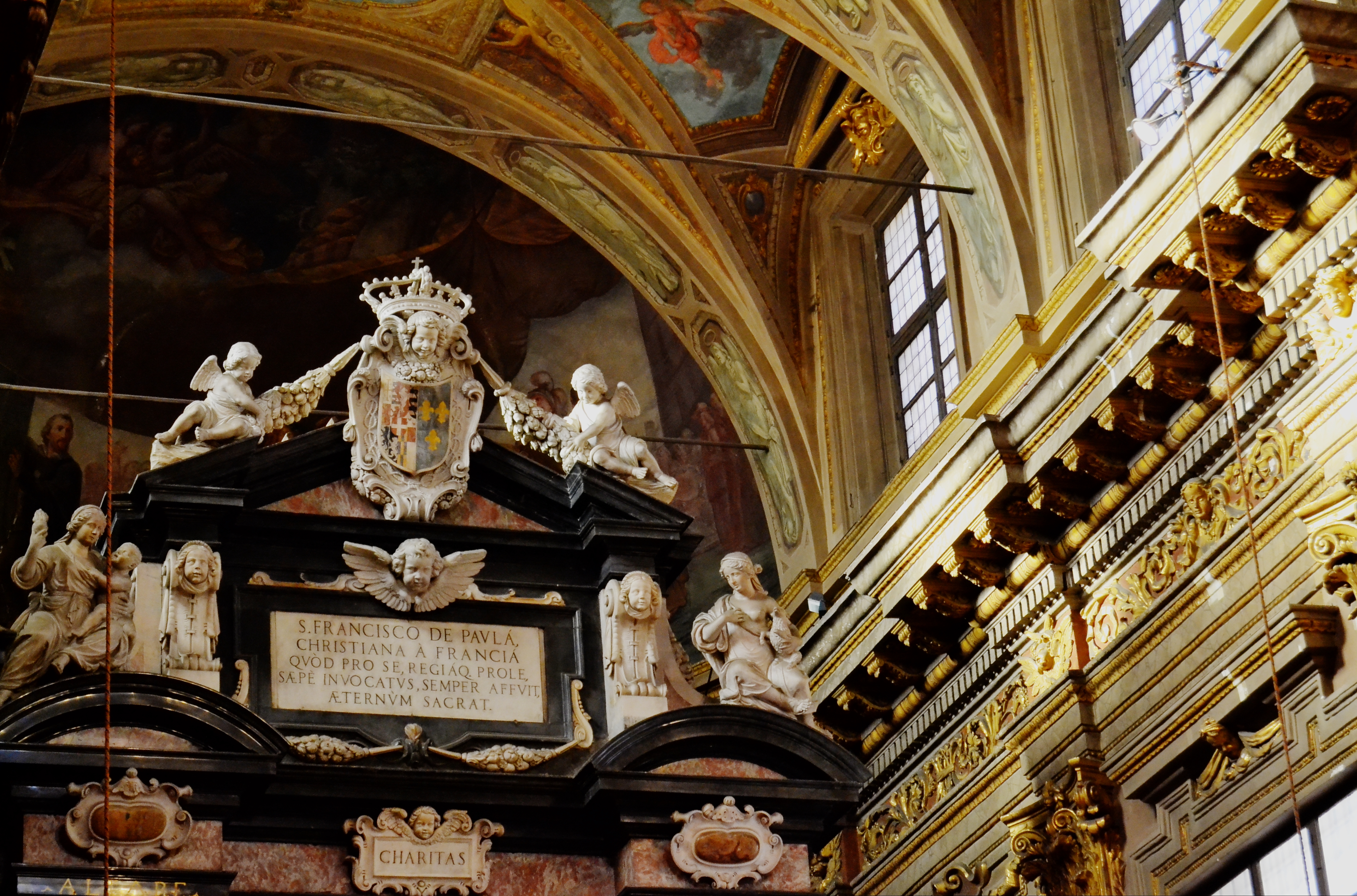
Detalle del altar mayor

El interior está decorado con mármoles policromados del siglo XVIII, tiene planta rectangular, con una nave y seis capillas laterales, con altares que fueron patronato de familias vinculadas a la corte.
En la primera capilla de la derecha se encuentran el monumento sepulcral de los marqueses Morozzo della Rocca (1699) y el Tránsito de San José del pintor Tommaso Lorenzone (mediados del siglo XIX); en el segundo, el monumento de Tomaso y Marcantonio Graneri y el Arcángel Miguel de Stefano Maria Legnani (finales del siglo XVII); en el tercero la Inmaculada Concepción y los Santos de Giovanni Peruzzini .

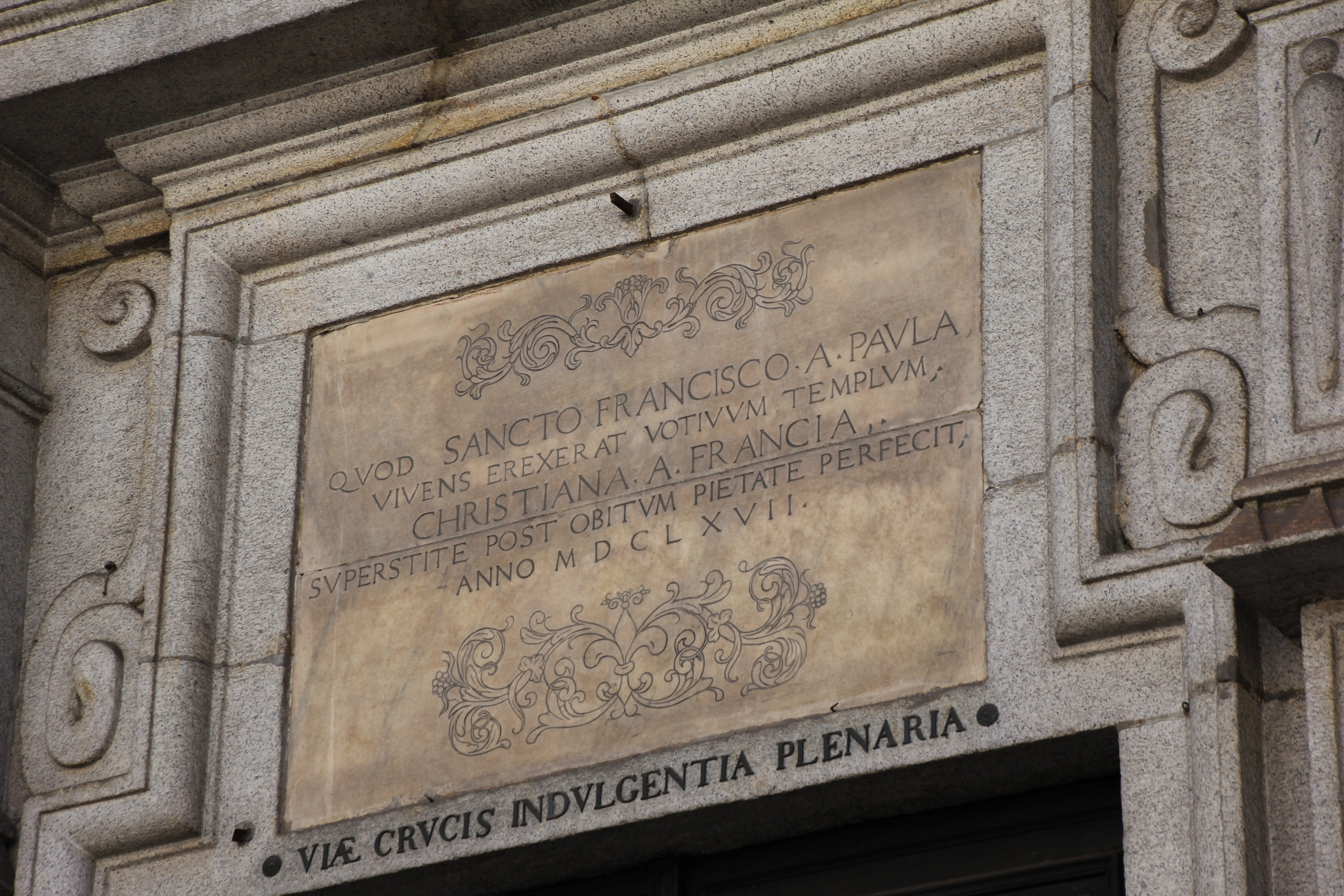
Particular

En el lado izquierdo, la primera capilla, encargada por Anna Maria d'Orléans, presenta el cuadro de Santa Genoveva de Daniel Seyter (finales del siglo XVII), con obras de François Jossermé en los laterales; en el segundo , Jesús crucificado con la Virgen y San Juan Evangelista, de escuela genovesa, del siglo XVII. En la tercera capilla, encargada por el cardenal Maurizio di Savoia, es importante el altar con la estatua de la Madonna del Buon Soccorso, de Tommaso Carlone (1655). Del mismo autor es el altar mayor, obra de Amedeo di Castellamonte (1664-1665), con San Francisco de Paula en la gloria de Charles Dauphin (1664) en el centro, así como la pintura lateral de Luisa de Saboya pidiendo gracia, mientras que la de San Francisco de Paula cruzando el estrecho de Mesina se atribuye al taller.